# Nowy Skrobów
Nowy Skrobów – wieś w Polsce położona w województwie lubelskim, w powiecie lubartowskim, w gminie Kamionka.
Do 31 grudnia 2020 część wsi Kamionka, do 31 grudnia 2021 część wsi Siedliska.